# Р298 (Росія)
Автошлях Р298 — російська автомобільна дорога загального користування федерального значення Курськ — Воронеж — Р22 Каспій. Частина Європейського маршруту  та азійського маршруту AH61. Дорога забезпечує зв'язок Поволжя та Чорнозем'я із західними регіонами Центральної Росії  та північним сходом України. Є опорним автошляхом для зв'язку регіонів та районів Чорнозем'я, та ключовою для зв'язку районів Курської області з Курськом та районів Воронезької області з Воронежем. З'єднує М2 у Курську, М4 у Воронежі та Р22 (колишня М6) неподалік Борисоглібська.
Безпосередньо пов'язує Курську та Воронезьку агломерації. Значною мірою пов'язує Староосколько-Губкінську агломерацію з Воронезькою та Курською, Білгородську з Воронезькою, а також Саратовську з Воронезькою. Через події 2014 року в Україні, спостерігається збільшення кількості автотранспорту в обох напрямках із Харківської агломерації до Воронезького, Липецького та Саратовського. Поблизу Воронежа до цієї дороги примикає автошлях Вороніж — Луганськ. Автомобільною дорогою користується населення та підприємства до 20 регіонів Росії та України, із загальною чисельністю населення, що перевищує 20 мільйонів осіб.

## Історія
У 2010 році дорога А144, що прямуала після перетину з дорогою «Каспій» до Саратова, була поділена на Р298 Курськ — «Каспій» та під'їзд до Саратова, який є частиною Р22 «Каспій».

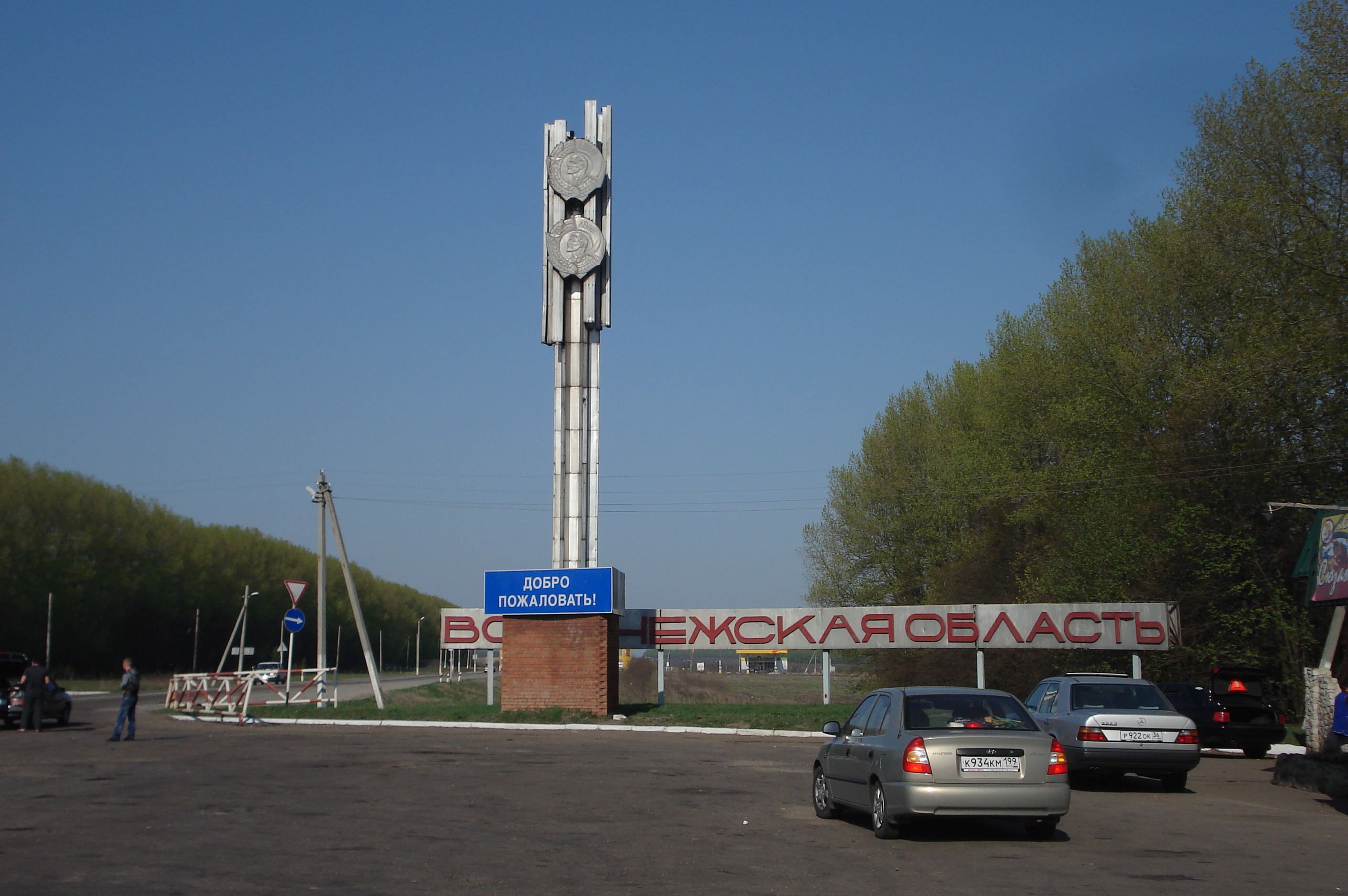
В'їзд у Воронезьку область

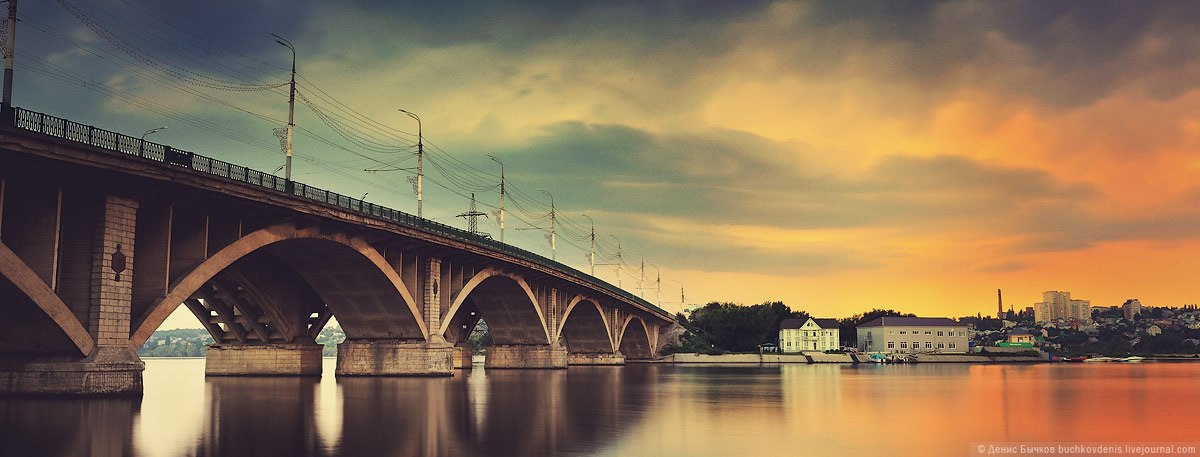
Вогресівський міст у Воронежі

Дорога проходить у широтному напрямку. Міст на автодорозі через річку Битюг біля села Бродового належить до найважливіших у Воронезькій області.
Бере початок у межах міста Курська, відлік ділянки Росавтодором, що обслуговується, починається з позначки 9,2 км, і закінчується на позначці 218,5 км перед Воронежем. Оскільки дорога проходить через Вороніж і перетинає М-4, то наступна ділянка, що обслуговується Росавтодором, починається від позначки 262 км, і закінчується на 444,2 км.